# 文昌 (星官)
文昌星是三垣二十八宿中紫微垣的一個星官，有星六顆，分別象徵六個政府部門或官員。

## 歷史緣由
兩宋以前，「文昌」僅僅只是三垣二十八宿之一，其雖象徵文學，但並非人格神祇。由於信仰的傳佈，使得原本的梓潼神信仰，與傳統觀念中掌管文學的文昌星相混合。

## 訛誤
有人認為文昌、魁星為同一星，也有人認為不同。民間也經常把文曲星和文昌星混同。其實在道教信仰上，文昌星主文人打扮的梓潼神，而魁星則主鬼面踢魁的大魁星君。
至於天文學上的畫分，「文曲」是北魁斗中第四星天權的古名（英文名：Megrez δ，大熊座第六十九號星δ星）。
魁星則指《春秋運斗樞》所載：北斗中的「第一至第四為魁」。
| 星名 | 古名 | 英文名 | 拜耳恆星 命名法 | 能見度 | 距離 （光年） |
| ---- | ---- | ------ | --------------- | ------ | ------------- |
| 天樞 | 貪狼 | Dubhe  | α UMa           | 1.8    | 124           |
| 天璇 | 巨門 | Merak  | β UMa           | 2.4    | 79            |
| 天璣 | 祿存 | Phecda | γ UMa           | 2.4    | 84            |
| 天權 | 文曲 | Megrez | δ UMa           | 3.3    | 81            |

也有一說指「魁，斗之首」，認為魁星只是指北斗中的第一顆星天樞。
「文昌」则是三垣二十八宿中紫微垣的其中一個星官。
另外，紫微斗數所指文昌，乃指南斗（斗宿）中之一顆。
由此看來，文曲、文昌和魁星實各有所指。

## 文昌六星
「文昌」作为三垣二十八宿中紫微垣的其中一個星官，有星六顆，如半月形，列在北斗魁前（因此有「魁星踢斗」之說）。分別象徵六個政府部門或官員，指上將，次將，貴相，司命，司中，司祿。按西方星座的畫分，這六星均屬大熊座。
| 中國星名 | 現代星名 | 所屬星座 | 備註 |
| -------- | -------- | -------- | ---- |
| 文昌一   |          | 大熊座   |      |
| 文昌二   |          | 大熊座   |      |
| 文昌三   |          | 大熊座   |      |
| 文昌四   |          | 大熊座   |      |
| 文昌五   |          | 大熊座   |      |
| 文昌六   |          | 大熊座   |      |

## 文昌增八星
清钦天监1752年编成《仪象考成》星表，文昌增加了8颗肉眼可见的星。
| 中國星名 | 現代星名  | 所屬星座 | 備註 |
| -------- | --------- | -------- | ---- |
| 文昌增一 | 28 UMa    | 大熊座   |      |
| 文昌增二 | HIP 47965 | 大熊座   |      |
| 文昌增三 | 21 UMa    | 大熊座   |      |
| 文昌增四 | 26 UMa    | 大熊座   |      |
| 文昌增五 | 37 Lyn    | 大熊座   |      |
| 文昌增六 | 39 Lyn    | 大熊座   |      |
| 文昌增七 | 31 UMa    | 大熊座   |      |
| 文昌增八 |           | 大熊座   |      |

## 古書記載
- 《史記·天官書》：「文昌宮：一曰上將，二曰次將，三曰貴相，四曰司命，五曰司中，六曰司祿。」，又《周禮註疏》引《武陵太守星傳》：「三台，一名天柱。上台司命為大尉，中台司中為司徒，下台司祿為司空。……文昌宮第四曰司命，第五曰司中。」又 《開元占經》引《黃帝占》曰：「第一星為上將，建威武；第二星為次將，臨左右；第三星為貴相，主文理；第四星為司命，主賞功進賢；第五星為司中，主司過詰咎；第六星司祿，佐理寶。」引《春秋緯》曰：「文昌宮為六府，以布升度，明天道；上將招威，次將輔主，貴相宣德，司命進官，司中滅咎，司祿賞善，佐理揚寶，六名執權，守隸四海之府，土官也。」又《太平御覽》引《大象列星圖》（《秘書省續編到四庫闕書目》題作天象列星圖）「其第六星，名曰司祿。」
- 《太平御覽》引《石氏星經》：「文昌六星，如半月形，斗魁前，為天府。主天下集計事，第一星名上將，第二名次將，第三名貴相，第四名司祿，第五名司命，第六名司法。」
- 《漢書·天文志》：「文昌宮：一曰上將，二曰次將，三曰貴相，四曰司命，五曰司祿，六曰司災」，又《史記索隱》引《春秋元命包》：「上將建威武，次將正左右，貴相理文緒，司祿賞功進士，司命主老幼，司災主災咎也。」
- 《開元占經》引陳卓曰：「文昌，一星上將，大將軍也；二曰次將，尚書也；三曰貴相，太常也；四曰司中，司隸也；五曰司怪，太史也；六曰大理，廷尉也。」
- 《晉書·天文志》：「文昌六星，在北斗魁前，天之六府也，主集計天道。一曰上將、大將軍，建威武。二曰次將、尚書，正左右。三曰貴相、太常，理文緒。四曰司祿、司中、司隸，賞功進。五曰司命、司怪、太史，主滅咎。六曰司寇、大理，佐理寶。所謂一者，起北斗魁前近內階者也。明潤，大小齊，天瑞臻。」
- 《宋史·天文志》：「文昌六星，天之六府也，主集計天道。一曰上將、大將軍，建威武；二曰次將、尚書，正左右；三曰貴相、大常，理文緒；四曰司祿、司中、司隸，賞功進；五曰司命、司怪、太史，主滅咎；六曰司寇、大理，佐理寶。所謂一者，起北斗魁前近內階者也。」